# Młodzi głosują
Młodzi głosują – akcja społeczna w Polsce, powstała przy pomocy Centrum Edukacji Obywatelskiej polegająca na przeprowadzaniu w szkołach gimnazjalnych i ponadgimnazjalnych wyborów, które odbywają się przed właściwymi wyborami. Akcja ma na celu zachęcanie młodych ludzi do udziału w życiu publicznym. Pierwsze takie wybory odbyły się w 1995 roku. W 2011 roku w projekcie uczestniczyły 1072 szkoły, a głosowało ponad 200 tysięcy uczniów.

## Wybory w 2015 roku

### Wybory prezydenckie w Polsce w 2015 roku
W czwartek 30 kwietnia 2015 roku głosowało 1413 szkół. Uprawnionych do głosowania było ponad 324 tysięcy uczniów. Frekwencja wyniosła ponad 60%.
Pierwsze miejsce z wynikiem 28,99% zajął Janusz Korwin-Mikke. Kolejnymi kandydatami byli: Bronisław Komorowski (18,87%), Andrzej Duda (18,02%), Paweł Kukiz (13,14%), Magdalena Ogórek (10,16%), Janusz Palikot (4,73%), Marian Kowalski (1,77%) oraz Adam Jarubas (1,46%), Grzegorz Braun (1,30%) i Jacek Wilk (0,87%). Najniższy wynik osiągnął Paweł Tanajno, który otrzymał tylko 0,69% głosów.

### Wybory parlamentarne w Polsce w 2015 roku
19 października 2015 roku odbył się kolejny finał akcji. W głosowaniu wzięło udział 229 602 uczniów z 1433 szkół. Frekwencja wyniosła 59,8%.
Pierwsze miejsce zajęło ugrupowanie Janusza Korwin-Mikkego o nazwie KORWiN, które zdobyło 23,5% głosów. Na drugim miejscu znalazło się Prawo i Sprawiedliwość, największa wówczas partia opozycyjna, z wynikiem 22% głosów. Trzecie miejsce zajęło ugrupowanie Kukiz’15, które zdobyło 20,5% głosów. Ostatnią partią, która przekroczyła próg wyborczy była Platforma Obywatelska. Otrzymała 14% głosów.